# Maties Ruiz Esteve
Maties Ruiz Esteve (Mislata, Horta Oest, València, 1876 -1956) fou un literat i poeta valencià.

Nascut el 1876 al carrer Major de Mislata,va viure després al carrer Sant Pasqual on va morir el 12 d’octubre de 1956 a l'edat de 80 anys Encara que no va arribar a poder viure dels seus versos, els va dedicar tota la seva vida. Va escriure gairebé sempre en valencià. Els seus poemes són costumistes adornats amb gran sentit de l'humor. També va escriure goigs a la Mare de Déu dels Àngels, sainets, revistes musicals, dècimes i, principalment, miracles de Sant Vicent Ferrer. Va escriure una única obra en castellà anomenada “Recuerdo de los episodios acaecidos en España hasta el siglo XV” l'any 1924.
Era un fervent catòlic. A partir de 1944 es va centrar gairebé exclusivament en escriure els miracles de Sant Vicent Ferrer. Els seus primers miracles es van representar a Xirivella i, ja en els anys 50, també a Mislata.
.
La seua estima per la llengua i la recerca per trobar referents de la cultura valenciana el van portar a Lo Rat Penat, L’Associació Cultural Valenciana fundada en 1878 i que durant molts anys fou aixopluc i referent dels lletraferits del país.
La formació de Maties Ruiz era escassa, pertanyia a una família molt humil, de fet, treballava en una fàbrica d’assaonats de cuir a Mislata per treure endavant una família amb cinc fills: dos xics i tres xiques. La innata intuïció i l'estima pel valencià el portaren a escriure la seua variada obra i ser reconegut com a poeta per mèrits propis.
Quan va decidir crear l’Altar dels Miracles en Mislata on un grup de xiquets i xiquetes interpretaven Miracles de Sant Vicent Ferrer,(la majoria escrits per ell), triava els “actors” anant a les escoles del poble per vore qui parlava millor el valencià. No de bades, quasi sempre, el primer premi del concurs de Lo Rat Penat que es representava al teatre de la Casa dels Obrers, a València, era per a l’Altar de Mislata.
Al llibre” A Riures Toquen” publicat el 1952, hi ha un recull de poesies festives de l’autor. També conegut pels mislaters com el” tio Pelussa”. El seu poble li ha fet diversos reconeixements. A l’antic carrer de la Pilota li posaren el seu nom. El concurs de teatre “ Villa de Mislata” també el recorda amb el nom del poeta. I al llibre “ Mislata, biografies del meu poble” un dels set homenatjats és Maties Ruiz Esteve.